# NGC 7639
NGC 7639 é uma galáxia elíptica (E-S0) localizada na direcção da constelação de Pegasus. Possui uma declinação de +11° 22' 24" e uma ascensão recta de 23 horas, 22 minutos e 48,2 segundos.
A galáxia NGC 7639 foi descoberta em 1880 por -.